# Cabo Esterias
Cabo Esterias (en francés: Cap Estérias) es una accidente geográfico y una ciudad situada a unos veinte kilómetros al norte de Libreville, en el país africano de Gabón. Es también el nombre de un departamento, cuyo nombre es también usado para la capital del condado. Geográficamente, Cabo Esterias marca la entrada al estuario del Komo, Gabón. Situado cerca del bosque de Mondah es un lugar popular para caminar usado por muchos locales. Cabo Esterias combina playas cristalinas y paisajes exuberantes de bosques e islas frente a la punta de Gabón. Está poblado por diversos grupos étnicos.